# Seto-yaki

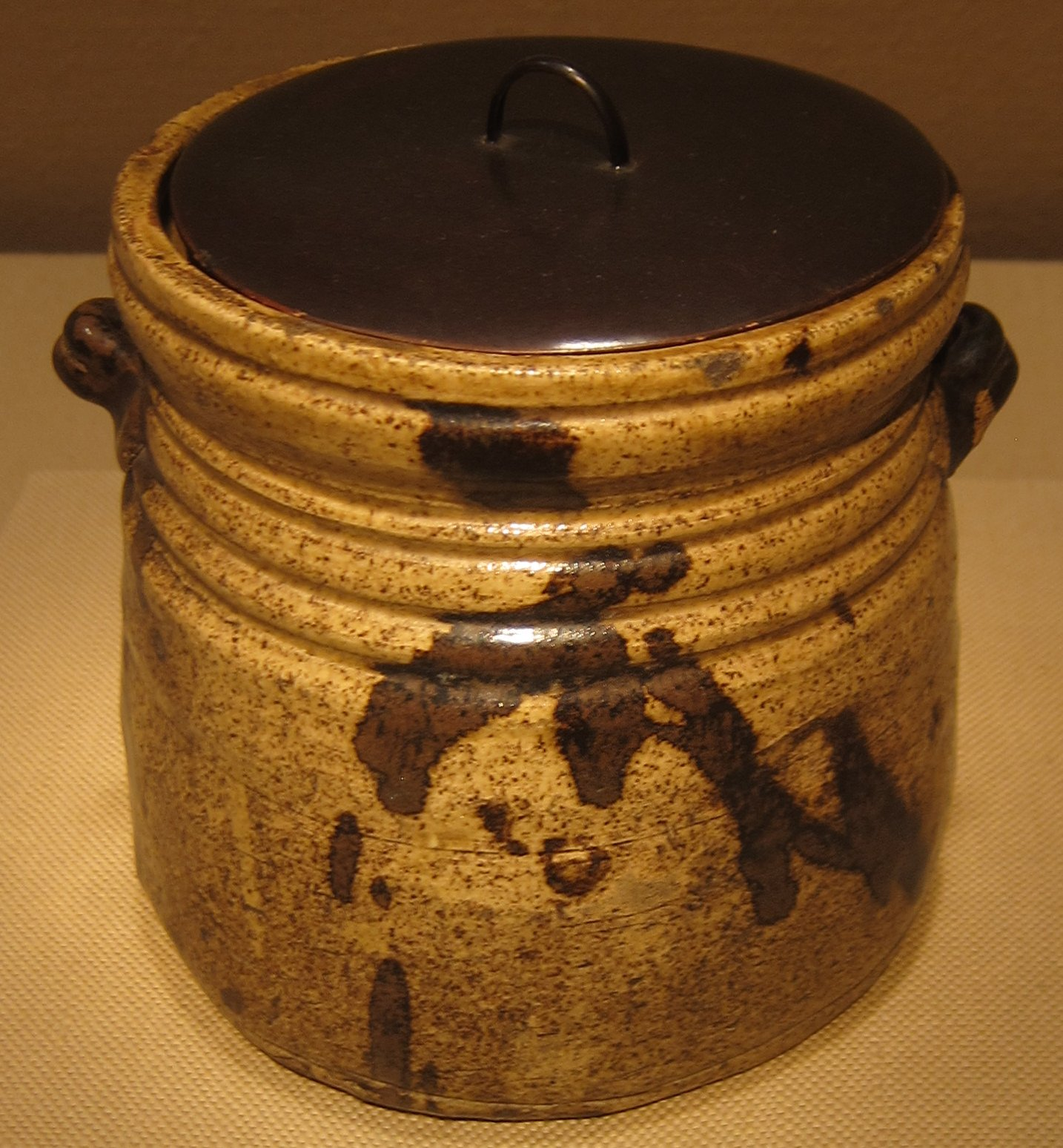
Jarra de agua, hecha de arcilla cubierta con esmalte y con salpicaduras de hierro marrón y cubierta de barniz negro (cerámica Seto amarilla) del Momoyama o periodo Edo (Museo Metropolitano de Arte del siglo XVII)

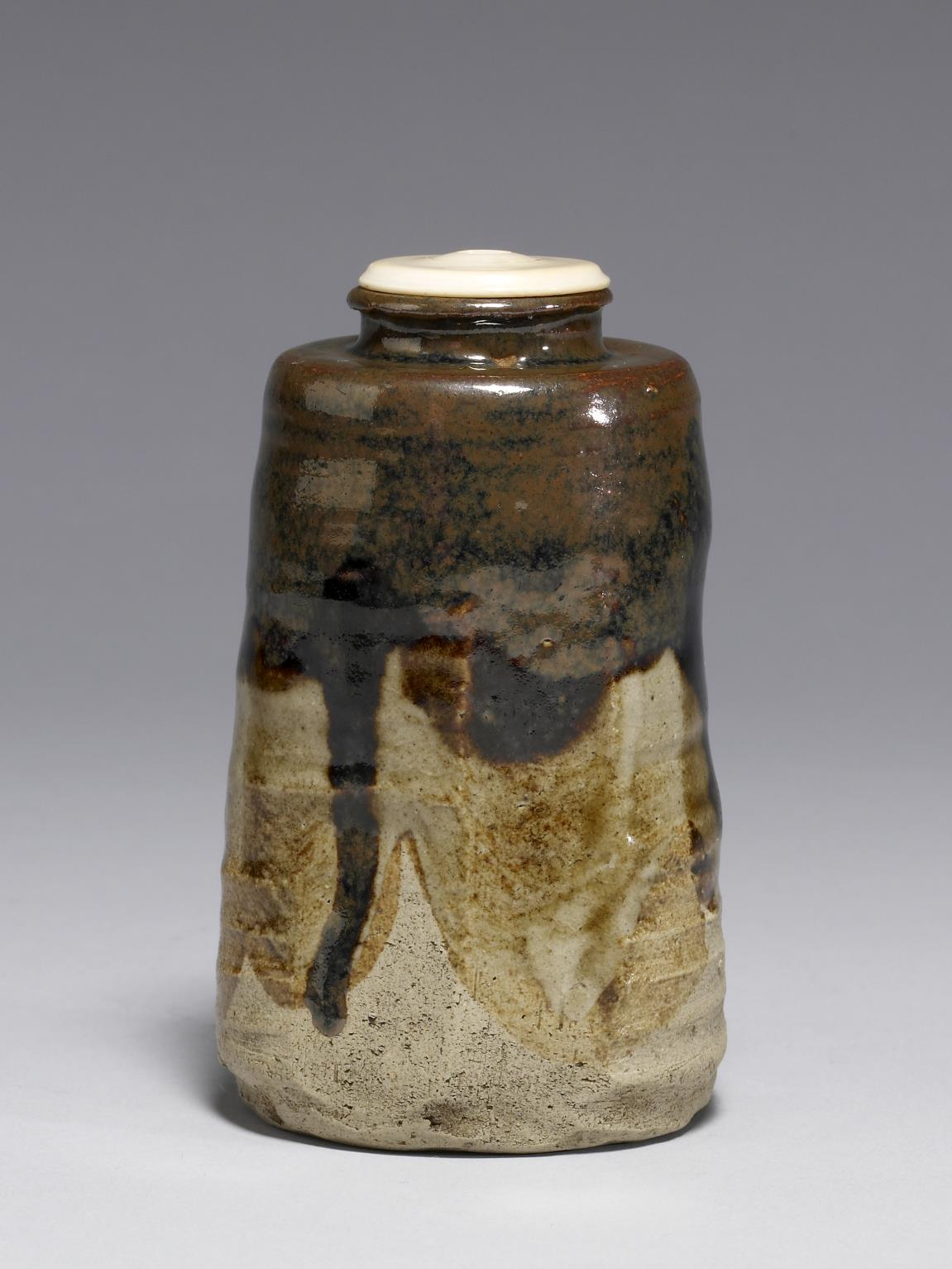
Gres con cenizas de madera y esmaltes de hierro que era usado como un contenedor de té en el periodo Edo principios del (Museo de Arte Walters)

Cerámica de Seto (瀬戸焼 Seto-yaki?) se refiere a un tipo de cerámica japonesa, gres y cerámica producida en los alrededores de la localidad de Seto en la Prefectura de Aichi, Japón El término japonés setomono, también se utiliza como un término genérico para toda la cerámica Seto fue el lugar de ubicación de uno de los seis hornos antiguos de Japón

## Historia
La cerámica hecha en Seto se remonta al siglo XIII. Kato Shirōzaemon se acredita como el primero en producir mercancías en la ciudad. En los años 1220, estudió el arte de la cerámica en China. Después de varios intentos fallidos en varias ciudades japonesas, Shirōzaemon fundó un horno con éxito en Seto Otros alfareros siguieron después y Seto se convirtió en un renombrado centro de producción de cerámica.
Los alfareros se inspiraron en la cerámica china, incluyendo porcelanas celadón verde y artesanías de Tenmoku marrones oscuros. Las primeras cerámicas de Seto pueden haber evolucionado a partir de los intentos fallidos de reproducir celadones chinos.
Durante el periodo Kamakura, las artesanías producidas en Seto imitaron la cerámica de la dinastía Song en China. Más tarde, en el periodo Muromachi (1337-1573), los esmaltes Seto eran refinado y los estilos que se desarrollaron allí se extendieron a otras zonas de Japón, como la moderna Prefectura de Gifu.
Más tarde a las artesanías de Seto se les dio un esmalte de hierro marrón y dispararon a altas temperaturas para crear superficies brillantes.
El Museo de Cerámica de la Prefectura de Aichi en Seto tiene una gran y ejemplar colección de artesanías de Seto.